# 가가가 문고
가가가 문고(일본어: ガガガ文庫)는 쇼가쿠칸에서 2007년 5월 24일에 창간한 라이트 노벨계 문고 레이블이다.
쇼가쿠칸에 있어서 이 레이블은 2001년 휴간한 슈퍼 퀘스트 문고 이후 라이트 노벨 시장 재진출 레이블이 되기도 한다.